# Jean-Claude Lorquet
Jean-Claude Lorquet (Liegi, 19 settembre 1935) è un chimico belga.
È membro dell'Accademia internazionale di scienze quantistiche molecolari e autore di oltre 100 pubblicazioni scientifiche. Insegna chimica teorica presso l'Università di Liegi.
Alcuni dei suoi studenti notevoli sono: Michèle Desouter-Lecomte, Bernard Ley, Françoise Remacle.

## Importanti contributi
- La teoria degli spettri di massa.
- Studio di coordinata di reazione e di meccanismi di dissociazione degli ioni molecolari elettronicamente eccitati.
- Probabilità di transizione tra due superfici di energia potenziale accoppiate.
- Calcolo statistico delle costanti di velocità.
- Validità delle teorie statistiche di reazioni unimolecolari in condizione di libera-collisione.
- Presenza di effetti quantistici in reazioni unimolecolari competitivi.